# Полис Ајланд (Јужна Каролина)
Полис Ајланд (енгл. Pawleys Island) град је у америчкој савезној држави Јужна Каролина.

## Демографија
По попису из 2010. године број становника је 103, што је 35 (-25,4%) становника мање него 2000. године.
| Група             | 2000.       | 2010.       |
| Белци             | 127 (92,0%) | 101 (98,1%) |
| Афроамериканци    | 10 (7,2%)   | 0 (0,0%)    |
| Азијати           | 0 (0,0%)    | 0 (0,0%)    |
| Хиспаноамериканци | 0 (0,0%)    | 0 (0,0%)    |
| Укупно            | 138         | 103         |